# Novooleksandrivka (oblast de Kherson)
Novooleksandrivka (en ukrainien : Новоолександрівка) (en russe : Новоалександровка) est un village ukrainien situé dans le raïon de Beryslav et l'oblast de Kherson, dans le sud de l'Ukraine, à environ 119,8 kilomètres (74,44 mi) nord-est par est (NEbE) de Kherson. Il héberge l'administration de la communauté territoriale rurale de Novooleksandrivka, l'une des hromadas d'Ukraine.

## Histoire
Le village a été attaqué par les forces russes lors de l’invasion russe de l’Ukraine en 2022 et a été reprise par les forces ukrainiennes début octobre de la même année. 

## Démographie
Le village comptait 1 335 habitants en 2001, la répartition des langues parlées localement selon le recensement de la même année était la suivante  : 
- Ukrainien : 94,84%
- Russe : 4,32%
- moldave (roumain): 0,15%
- Biélorusse : 0,08 %
- Arménien : 0,08%